# Heinz Gelberg
Heinz Joseph Gelberg (geboren 3. März 1924 in Hamburg) ist ein deutscher Politiker.

## Leben
Heinz Joseph Gelberg wuchs in einem sozialdemokratischen Elternhaus auf. Er ist ein Sohn des Kaufmanns Alfred Gelberg (1895–1969) und der Jeanette (1896–), er hat eine ältere Schwester, Inge Gelberg. Er besuchte ab 1934 die Talmud-Tora-Schule in Hamburg. Im Mai 1938 floh die Familie nach Argentinien. Gelberg machte dort zunächst eine Fotografenlehre und ab 1943 eine Ausbildung zum Schiffselektriker.
Nach dem Fall des Nationalsozialismus kehrte Gelberg nach Hamburg zurück und arbeitete als Elektromechaniker. Im Jahr 1961 wurde er Rechtsschutzsekretär bei der Gewerkschaft Öffentliche Dienste, Transport und Verkehr (ÖTV).
Bezüglich seiner Familie war Heinz Gelberg zweimal verheiratet und hatte zwei Kinder: Alfred Gelberg und Enrique Emilio Gelberg. Aus letzterem stammen seine Enkel Guillermo Pablo Gelberg und Erika Paula Gelberg.
Gelberg schloss sich 1955 der SPD an und wurde 1957 Mitglied einer Hamburger Bezirksversammlung. Er wurde 1966 in die 6. Hamburgische Bürgerschaft gewählt. Er wurde 1970 wiedergewählt und schied 1972 vorzeitig aus.